# Love, Simon
Love, Simon är en amerikansk romantisk dramafilm från 2018, regisserad av Greg Berlanti och skriven av Isaac Aptaker och Elizabeth Berger. Filmen är baserad på romanen Simon vs. the Homo Sapiens Agenda av Becky Albertalli från 2015.  
Simon Spier (Nick Robinson) är en homosexuell gymnasiepojke i en förort till Atlanta, Georgia. Han har en nära och kärleksfull familj med föräldrarna Emily (Jennifer Garner) och Jack (Josh Duhamel) samt syster Nora (Talitha Bateman).
En dag informerar en kompis Simon om en online bekännelse av en homosexuell student vid deras gymnasium, känd endast under pseudonymen "Blue". Simon börjar kommunicera med Blue med hjälp av pseudonymen "Jacques". Simon försöker sedan ta reda på vem som egentligen är "Blue" för att kunna träffa honom.